# أسباب الوفاة التي يمكن منعها
تصنف منظمة الصحة العالمية الوفاة بحسب السبب الأولي للوفاة من مرض أو إصابة. رغم ذلك يمكن تصنيف أسباب الوفاة إلى عوامل خطر يمكن منعها مثل التدخين والغذاء غير الصحي والممارسات الجنسية التي تساهم في عدد من الأمراض. مثل هذه العوامل لا تعد أسبابا مباشرة للوفاة.

## الأسباب الرئيسية للوفاة
يموت يوميا حوالي 150000 شخص، ثلثاهم (أي 100000 شخص) لأسباب متعلقة بالسن. في الدول الصناعية تصل إلى نسبة أعلى، حيث تصل الوفاة بسبب التقدم بالعمر إلى 90%. لذلك فالهرم البايولوجي هو السبب الأول للوفاة.
بحسب الباحثين العاملين في مشروع أولويات مكافحة الأمراض ومنظمة الصحة العالمية، فإن أهم أسباب الوفاة لعام 2001 كانت كما يلي: (احصائيات منظمة الصحة العالمية لعام 2008 تعطي أرقاما مقاربة)
| السبب                                        | عدد الوفيات (ملايين في السنة) |
| -------------------------------------------- | ----------------------------- |
| فرط ضغط الدم                                 | 7.8                           |
| تدخين التبغ                                  | 5.0                           |
| سوء التغذية                                  | 3.8                           |
| الأمراض الجنسية                              | 3.0                           |
| الطعام الرديء                                | 2.8                           |
| فرط الوزن والسمنة                            | 2.5                           |
| الخمول البدني                                | 2.0                           |
| الكحول                                       | 1.9                           |
| تلوث الهواء المنزلي من الوقود الصلب          | 1.8                           |
| استهلاك الماء غير النظيف والصرف الصحي الرديء | 1.6                           |

في عام 2001، توفي ما معدله 29000 طفل يوميا لأسباب يمكن منعها (ما معناه 20 وفاة في الدقيقة)، المصدر ذكر النص التالي:
| أسباب الوفاة التي يمكن منعها | About 56 million people died in 2001. Of these, 10.6 million were children, 99% of whom lived in low-and-middle-income countries. More than half of child deaths in 2001 were attributable to acute respiratory infections, measles, diarrhea, malaria, and HIV/AIDS. ترجمته كما يلي: توفي حوالي 56 مليون شخص في عام 2001. منهم 10.6 مليون كانوا أطفالا. 99% منهم يعيشون في بلدان منخفضة أو متوسطة الدخل. أكثر من نصف وفيات الأطفال عام 2001 كانت تعزى لالتهابات تنفسية حادة والحصبة والإسهال والملاريا وHIV/الإيدز. | أسباب الوفاة التي يمكن منعها |

## الأسباب الرئيسية للوفاة في الولايات المتحدة

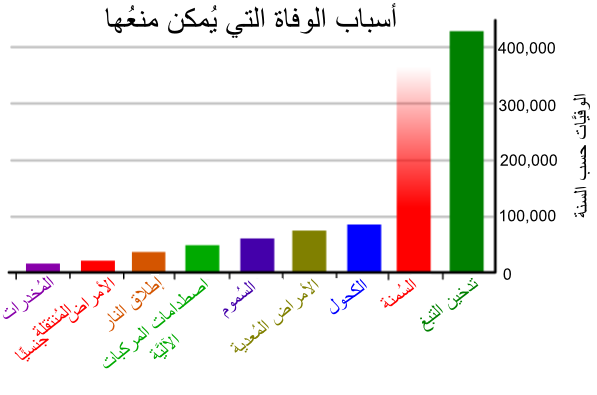
الأسباب الرئيسية الممكن منعها للوفاة في الولايات المتحدة.[7] ملاحظة: هذه البيانات قديمة نوعا ما، وقد نقحت بشكل كبير في النسخ اللاحقة، خاصة بالنسبة للأمراض المرتبطة بالسمنة .
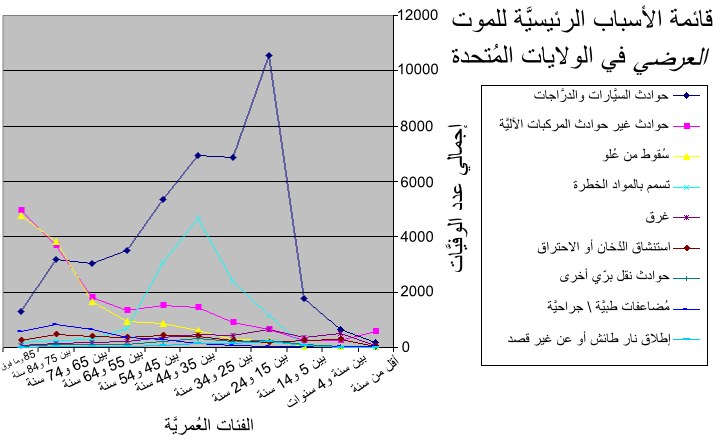
الأسباب الرئيسية للوفاة بالحوادث في الولايات المتحدة حسب المجموعة العمرية.
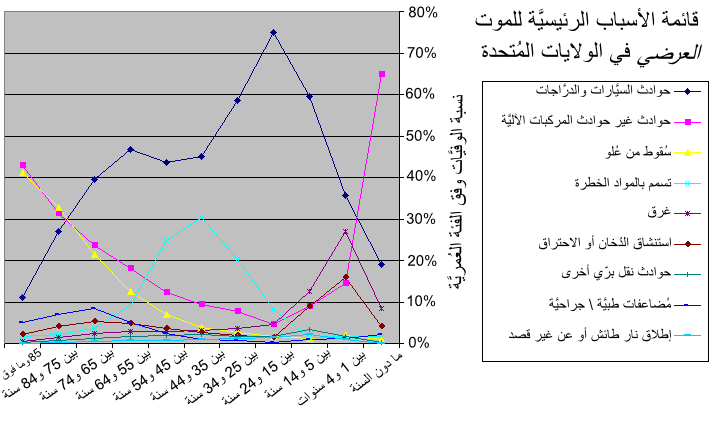
الأسباب الرئيسية للوفاة بالحوادث في الولايات المتحدة، ممثلة بالنسبة المئوية للوفيات في كل مجموعة.

| السبب                                             | العدد               | النسبة من المجموع | الملاحظات |
| ------------------------------------------------- | ------------------- | ----------------- | --- |
| أخطاء طبية ممكن منعها في المستشفيات               | 210,000 إلى 448,000 | 23.1%             | تختلف التقديرات، لأن الكثير من الوفيات الممكن منعها تحدث خارج المستشفى. |
| تدخين التبغ                                       | 435,000             | 18.1%             | |
| فرط الوزن والسمنة                                 | 111,909             | 4.6%              | كان هناك جدل كبير حول الاختلافات في أعداد الأمراض المرتبطة بالسمنة. وقد تم العثور على أرقام ذكرت في مصدر أكثر دقة. |
| الكحول                                            | 85,000              | 3.5%              | |
| الأمراض المعدية                                   | 75,000              | 3.1%              | |
| المواد السامة وتشمل الذيفان والجسيمانيات والرادون | 55,000              | 2.3%              | |
| حوادث السير                                       | 43,000              | 1.8%              | |
| سرطان القولون قابل المنع                          | 41,400              | 1.7%              | يتسبب سرطان القولون بحدود 51,783 وفاة في الولايات المتحدة عام 2011. حوالي 80% من سرطانات القولون تبدأ بنمو حميد، تسمى بالبوليبات، والتي يمكن اكتشافها وإزالتها بسهولة بواسطة تنظير القولون. تمثل حوالي 80% من حالات الوفاة بالسرطان التي يمكن منعها. |
| الأسلحة النارية                                   | 31,940              | 1.3%              | انتحار: 19,766; قتل: 11,101; حوادث: 852; غير معروف: 822 |
| الأمراض الجنسية                                   | 20,000              | 0.8%              | |
| إدمان المخدرات                                    | 17,000              | 0.7%              | |

## الأسباب الرئيسية لوفيات الأطفال حول العالم
هنالك إصابات متنوعة تعد أسبابا رئيسية لوفيات الأطفال في أعمار من 9 إلى 17 سنة. أكثر خمسة أنواع من الإصابات غير المقصودة في العالم كما يلي:

الأسباب الرئيسية لوفيات الأطفال بالإصابات حول العالم.

| السبب       | عدد الوفيات السنوية |
| ----------- | ------------------- |
| حوادث السير | 260,000             |
| الغرق       | 175,000             |
| الاحتراق    | 96,000              |
| السقوط      | 47,000              |
| الذيفان     | 45,000              |